# Pituophis vertebralis
Pituophis vertebralis is een slangensoort uit de familie toornslangachtigen en de onderfamilie Colubrinae.

## Naam en indeling
Sommige taxonomen beschouwen deze slang als een ondersoort van de stierslang (Pituophis catenifer), anderen als een aparte soort. De slang werd vroeger tot het geslacht Rhinechis (nu:Zamenis) gerekend.
Blainville beschreef de soort in 1835 als Coluber vertebralis. Duméril en Bibron beschreven ze in 1854 als Pituophis vertebralis. Samuel Garman vernoemde ze in 1884 als de ondersoort Pituophis catenifer vertebralis, hierin in 1946 gevolgd door Laurence M. Klauber. Larry Lee Grismer beschreef ze in 2002 dan weer als een aparte soort.

## Verspreiding en habitat
De slang komt voor in delen van Midden-Amerika en leeft endemisch in Mexico. Pituophis vertebralis komt talrijk voor op het schiereiland Baja California. De habitat bestaat uit scrublands en woestijnen.

## Beschermingsstatus
Door de internationale natuurbeschermingsorganisatie IUCN is de beschermingsstatus 'veilig' toegewezen (Least Concern of LC).